# Курумбукарі – Басамук
Курумбукарі – Басамук – пульпопровід у Папуа Новій Гвінеї, що є складовою частиною великого гірничо-металургійного проекту Раму.
В межах проекту спорудили гідротранспортну систему, що забезпечує транспортування нікель-кобальтого концентрату з рудника Курумбукарі до розташованого на узбережжі гідрометалургійного заводу Басамук. Будівельні роботи розпочались у 2008-му, а їх завершення припало на початок 2011 року. 
Трубопровід має довжину 135 кілометрів та внутрішній діаметр 610 мм. Розрахункова пропускна здатність 2080 м3 на годину, вміст руди у пульпі 18 %. Оскільки копальня Курумбукарі розташована у гірському районі, при проектуванні намагались максимально використати перепад висот між початковою та кінцевою точками, який досягає 680 м.
Траса пульпопроводу проходить через райони з підвищеною сейсмічною активністю та загрозою зсувів. Ще до введення об'єкту в дію тут були відмічені випадки пошкодження опор, а в 2016 році внаслідок прориву витекла пульпа, що занепокоїло місцевих мешканців. Втім, представники компанії, яка експлуатує родовище Раму, заперечують надмірний вплив на довкілля, оскільки трубопроводом транспортується лише подрібнена гірська порода без домішок сторонніх хімікатів.    . 